# Epistemma neuerburgii
Epistemma neuerburgii är en oleanderväxtart som beskrevs av Fischer och Venter. Epistemma neuerburgii ingår i släktet Epistemma och familjen oleanderväxter. Inga underarter finns listade i Catalogue of Life.